# Château de Sopano
Le château de Sopano (en italien : Castello di Sopano)  est un château médiéval en ruine situé dans la commune de Sorano, dans la province de Grosseto en Toscane.

## Histoire
Le château a été construit vers l'an mille à l'endroit où se trouvaient des structures préexistantes du début du Moyen Âge, sur une colline surplombant la rive ouest du ruisseau Stridolone.
Initialement propriété de familles locales, elle fut bientôt incorporée au comté de Castell'Ottieri, au sein duquel elle constitua un avant-poste fondamental, avec des fonctions de guet vers la frontière orientale du petit État.
Cependant, les objectifs expansionnistes des Orvietos ont conduit à une série de luttes pour le contrôle de la zone, qui ont abouti à la grave destruction du château dans la seconde moitié du XIVe siècle. L'inutilisabilité du village a conduit à l'abandon du lieu au profit du village voisin de San Giovanni delle Contee (it), situé sur une petite colline à peu de distance, sur la rive opposée du ruisseau.

## Description
Le château de Sopano se présente sous la forme d'imposantes ruines, situées à proximité d'une ferme d'une époque plus moderne, visibles sur la colline également depuis la route qui, en aval, longe le ruisseau Stridolone, sur la rive opposée au village de San Giovanni delle Contee. Certains pans de murs et les restes de certains bâtiments sont clairement visibles en pierres de taille en tuf volcanique, parmi lesquels se détache la tour, partiellement en ruine et entourée de végétation.
Certaines des décorations précieuses qui ornaient le château à l'époque médiévale ont été réutilisées pour décorer certains détails du château de Montorio.